# More Monsters and Sprites
More Monsters and Sprites je třetí EP a první remix album amerického producenta Skrillexe.

## Seznam skladeb
| Pořadí | Název                                                  | Délka |
| ------ | ------------------------------------------------------ | ----- |
| 1.     | First of the Year (Equinox)                            | 4:22  |
| 2.     | Ruffneck (Flex)                                        | 4:43  |
| 3.     | Ruffneck (FULL Flex)                                   | 3:46  |
| 4.     | Scary Monsters and Nice Sprites (Dirtyphonics Remix)   | 4:51  |
| 5.     | Scary Monsters and Nice Sprites (Phonat Remix)         | 3:40  |
| 6.     | Scary Monsters and Nice Sprites (The Juggernaut Remix) | 3:54  |
| 7.     | Scary Monsters and Nice Sprites (Kaskade Remix)        | 8:04  |